# Nomenclatura botânica
Nomenclatura botânica é a nominação científica e formal das plantas. Tem uma longa história, com início no período em que o latim era a língua científica da Europa, ou quiçá até ao tempo de Teofrasto. O evento-chave foi a adopção dos nomes binários para as espécies de plantas por Lineu na sua obra Species Plantarum (1753). Tal deu a  cada espécie de planta um nome que permanecia igual independentemente de quais outras espécies fossem colocadas no género, separando assim a taxonomia da nomenclatura. Estes nomes de espécies de Lineu em conjunto com nomes de outros táxons de ordem superior, particularmente os das famílias (não utilizados por Lineu), podem servir para exprimir uma grande diversidade de pontos de vista taxonómicos.
No século XIX tornou-se cada vez mais claro que eram necessárias regras para governar a nomenclatura científica, e foram tomadas iniciativas para produzir um corpo de leis. Estas foram publicadas em edições sucessivamente mais sofisticadas. Para as plantas as datas-chave são 1867 (leis de Candolle), 1906 (Regras Internacionais da Nomenclatura Botânica, 'Regras de Viena') e 1952 (Código Internacional de Nomenclatura Botânica, Código de 'Estocolmo').
Outro desenvolvimento, foi a delimitação do conceito de 'planta'. Lineu tinha uma definição de planta muito mais abrangente do que a aceite hoje em dia. Gradualmente cada vez mais grupos de organismos são reconhecidos como sendo independentes das plantas. Ainda assim, os nomes formais da maioria destes organismos são governados pelo Código Internacional de Nomenclatura Botânica, ainda hoje. Um código separado  foi adoptado para governar a nomenclatura das bactérias, o ICNB.
Actualmente todos os nomes botânicos formais são regulados pelo ICBN. Dentro dos limites estabelecidos pelo ICBN existe um conjunto separado de regras,  Código Internacional de Nomenclatura de Plantas Cultivadas (ICNCP). Dentro do grupo de plantas que foram deliberadamente seleccionadas ou alteradas pelos humanos (ver cultigénio) existem aquelas que requerem reconhecimento separado, conhecidas como cultivares. Dentro dos limites estabelecidos pelo ICNCP existe um conjunto separado de regras para os híbridos de orquídeas.

## Relação com a taxonomia
A nomenclatura botânica está estreitamente ligada à taxonomia das plantas, sendo utilizada por esta última, contudo existe uma separação entre as duas. A nomenclatura botânica é apenas um corpo de regras que prescrevem que nome é aplicável a um determinado táxon e se um novo nome pode (ou deve) ser criado.
A taxonomia é uma ciência empírica, cujo objecto é determinar a constituição de um táxon determinado; p.e. "Que plantas pertencem a esta espécie?" e "Que espécies pertencem a este género?". Nos casos em que os taxonomistas tenham opiniões diferentes pode ser usado mais de um nome para uma mesma planta. Dentro de um determinado ponto de vista taxonómico apenas um nome pode estar correcto, mas alguém que defenda um ponto de vista taxonómico diferente poderá usar um nome diferente, ainda que também neste caso exista apenas um nome correcto (no seu ponto de vista taxonómico).
Isto significa que em caso de confusão:
- Se a confusão é nomenclatural (por exemplo: é descoberto um nome mais antigo que tem prioridade e que ameaça tomar o lugar de um nome bem conhecido), o Código oferece meios de resolver esta questão (pelo menos em alguns casos): ver nomen conservadum.
- Se a confusão é taxonómica (taxonomistas diferem na opinião sobre a circunscrição ou relações de táxons), então apenas mais investigação científica pode resolver a questão.